# 325
Cette page concerne l'année 325  du calendrier julien. Pour l'année 325 av. J.-C., voir 325 av. J.-C. Pour le nombre 325, voir 325 (nombre).
L'année 325 est une année commune qui commence un vendredi.

## Événements

### Empire romain (règne de ConstantinIer): vie politique et sociale
- 4 janvier : Acilius Severus est le premier préfet de Rome chrétien (fin le 18 novembre 326)[1].
- 29 avril : loi interdisant de séparer dans les ventes les familles d'esclaves dans l'Empire romain[2].

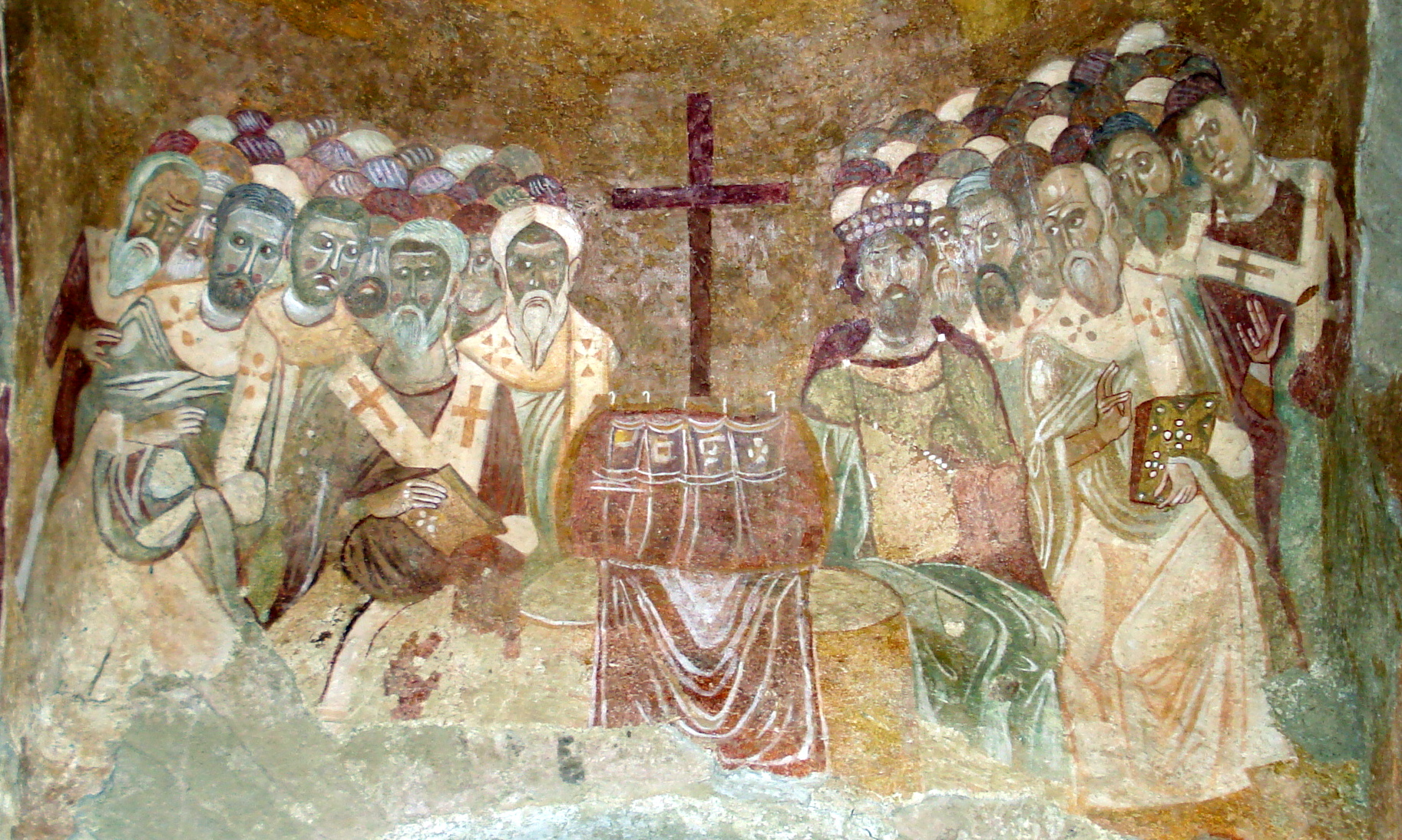
20 mai-25 juillet : premier concile de Nicée. Fresque byzantine de l'église Saint-Nicolas de Myra.

- 7 octobre : Constantin, par la loi du 7 octobre 325 et la circulaire du 24 octobre 326, attache définitivement les membres des Sénats municipaux, les curiales, à leurs fonctions administratives et financières ; c’est aussi le cas pour le personnel des bureaux (les officiales), les soldats dont les fils sont astreints au service comme leur pères[3]. les classes sociales du Bas-Empire romain sont figées et deviennent héréditaires.
- 19 octobre, Béryte : Constantin Ier supprime les combats de gladiateurs et interdit de condamner les criminels aux jeux du cirque[4].

### Empire romain: vie religieuse

#### Problème de l'arianisme
- Avril : à la suite de troubles liés à l’hérésie d'Arius, Ossius de Cordoue préside un synode à Antioche qui condamne l’arianisme[5].

#### Concile de Nicée
- 20 mai : ouverture du concile œcuménique des évêques à Nicée, en Bithynie, convoqué par Constantin Ier[6] en présence de 318 évêques et de légats du pape Sylvestre Ier.
  - les quatre évangiles de Luc, Marc, Matthieu et Jean sont seuls retenus. Les autres dits évangiles apocryphes sont détruits[7]. Certains d'entre eux, cachés, ne seront redécouverts qu'au XXe siècle.
  - l'arianisme est déclaré hérétique, l'identité de nature de Dieu et du Christ ayant été reconnue au cours du concile[6]. Arius est exilé provisoirement ainsi qu'Eusèbe de Césarée.
  - l’Église fixe définitivement la fête de Pâques au premier dimanche après la pleine lune du printemps[8].
- 19 juin : publication du Symbole de Nicée qui est le texte du Credo[6].
- 25 juillet : clôture du concile de Nicée. Constantin célèbre ses vicennalia en personne à Nicomédie en présence des pères du conciles et dans tout l'empire[9].

### Hors de l'Empire romain
- Perse : début du règne personnel du roi sassanide Shapur II, âgé de seize ans (fin en 379). Il veut rétablir un empire en voie de désintégration[10].

## Décès en 325
- Lactance, rhéteur et apologiste chrétien (date probable).
- Jamblique, philosophe néo-platonicien.